# Указ
Указ је врста општег или појединачног правног акта кога најчешће доноси шеф државе.
У другим језицима користе се сљедећи називи: Decret (француски језик), Verordnung (њемачки језик), Order (енглески језик). У савременом енглеском језику такође постоји назив Ukase преузет из руског језика.

## Српски укази
Код Срба указ као општи и појединачни правни акт се јавља за вријеме владавине кнеза Милоша Обреновића. Укази су тада били акти кнежевске власти којима су прописивана устројства државних органа и уређивана важнија питања из свакодневног живота.
У Краљевини Србији указ је представљао највиши подзаконски акт. Краљ је указима потврђивао и проглашавао законе, давао војне чинове, постављао, премјештао и отпуштао државне службенике итд. Указе су премапотписивали ресорни министри, а некада и цијели Министарски савјет.
У Краљевини СХС и Југославији укази су такође били највиши подзаконски акти. За вријеме шестојануарске диктатуре и важења Закона о краљевској власти и врховној државној управи краљ је као носилац све власти у земљи указима издавао и проглашавао законе, именовао и смјењивао предсједника Министарског савјета и министре, именовао, постављао, премјештао, пензионисао и отпуштао државне службенике, давао војне чинове, додјељивао одликовања, вршио помиловања и амнестије итд.
У ФНРЈ укази су били акти Президијума Народне скупштине. Указима су сазивана засједања Народне скупштине, проглашавани закони, давана помиловања, додјељивана одликовања итд. Затим, предсједник Републике је указима проглашавао законе, додјељивао одликовања и почасна звања итд. У СФРЈ указе је доносио предсједник СФРЈ којима је проглашавао савезне законе, постављао и опозивао амбасадоре и посланике, додјељивао одликовања, давао помиловања итд. Иста права и дужности је имало и Предсједништво СФРЈ.
У Савезној Републици Југославији указе је доносио предсједник Републике којима је проглашавао савезне законе, постављао и опозивао амбасадоре, додјељивао одликовања и признања, давао помиловања итд. У Србији и Црној Гори указе је доносио предсједник Државне заједнице којима је постављао и опозивао шефове дипломатско-конзуларних представништава, додјељивао одликовања и друге почасти, проглашавао законе које је доносила Скупштина и прописе које је доносио Савјет министара итд.
Данас, у Републици Србији указе доноси предсједник Републике којима проглашава законе, поставља и опозива амбасадоре, даје помиловања итд. Исто тако, у Републици Српској указе доноси предсједник Републике којима проглашава законе, даје помиловања, додјељује одликовања, поставља и опозива шефове представништава Републике Српске, предлаже амбасадоре и друге међународне представнике Босне и Херцеговине итд.

## Руски укази
Указе (рус. указ) за вријеме древне руске државе је доносио велики кнез (касније цар), као и патријарх. Заједно са статутима (рус. устав) представљали су основне изворе права.
Од времена Петра Великог указе је доносио император сверуски. Осим њих, правни акти су били и правилници, чланови и прогласи (рус. регламенты, артикулы, манифесты). За вријеме царствовања Николаја Првог велики значај имају именски укази (рус. именные указы) односно укази које је доносио сам император сверуски када није био сагласан са већинским мишљењем Државног савјета. Осим тога, Правитељствујушчи сенат и Свети правитељствујушчи синод такође су имали право доносити указе.
Након 1906, када је изашло посљедње издање Основних државних закона Руске Империје, указе је премапотписивао предсједник Савјета министара или ресорни министар, а обнародовао их је Правитељствујушчи сенат.
Након Октобарске револуције (1917) укази нестају из употребе јер су сматрани заоставштином права Руске Империје. Међутим, према Стаљиновом уставу (1936) предвиђено је да указе доноси Президијум Врховног совјета СССР као колективни шеф државе.
Данас, у Руској Федерацији указ је подзаконски акт кога доноси предсједник Руске Федерације. Они имају законску снагу, али не могу противрјечити Уставу нити федералним законима које доноси Федерална скупштина. Обавезујући су за извршење на цјелокупној територији Руске Федерације.